# (609) Фульвия
(609) Фульвия (лат. Fulvia) — астероид главного пояса, который был открыт 24 сентября 1906 года немецким астрономом Максом Вольфом в Гейдельбергской обсерватории и назван в честь Фульвии, жены римского политика и военачальника Марка Антония.

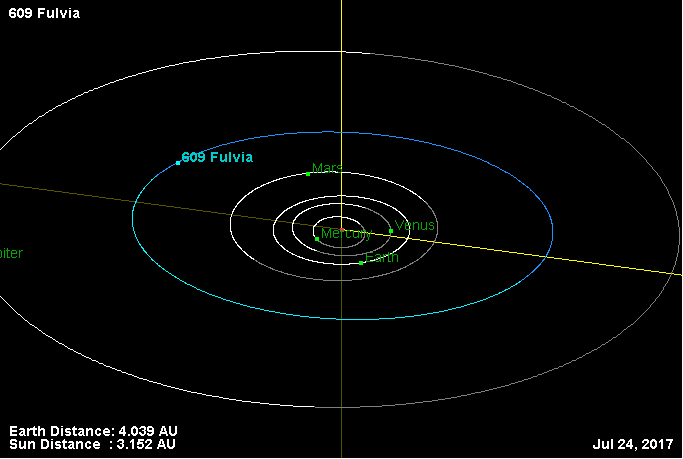
Орбита астероида Фульвия и его положение в Солнечной системе